# مجموع صفري

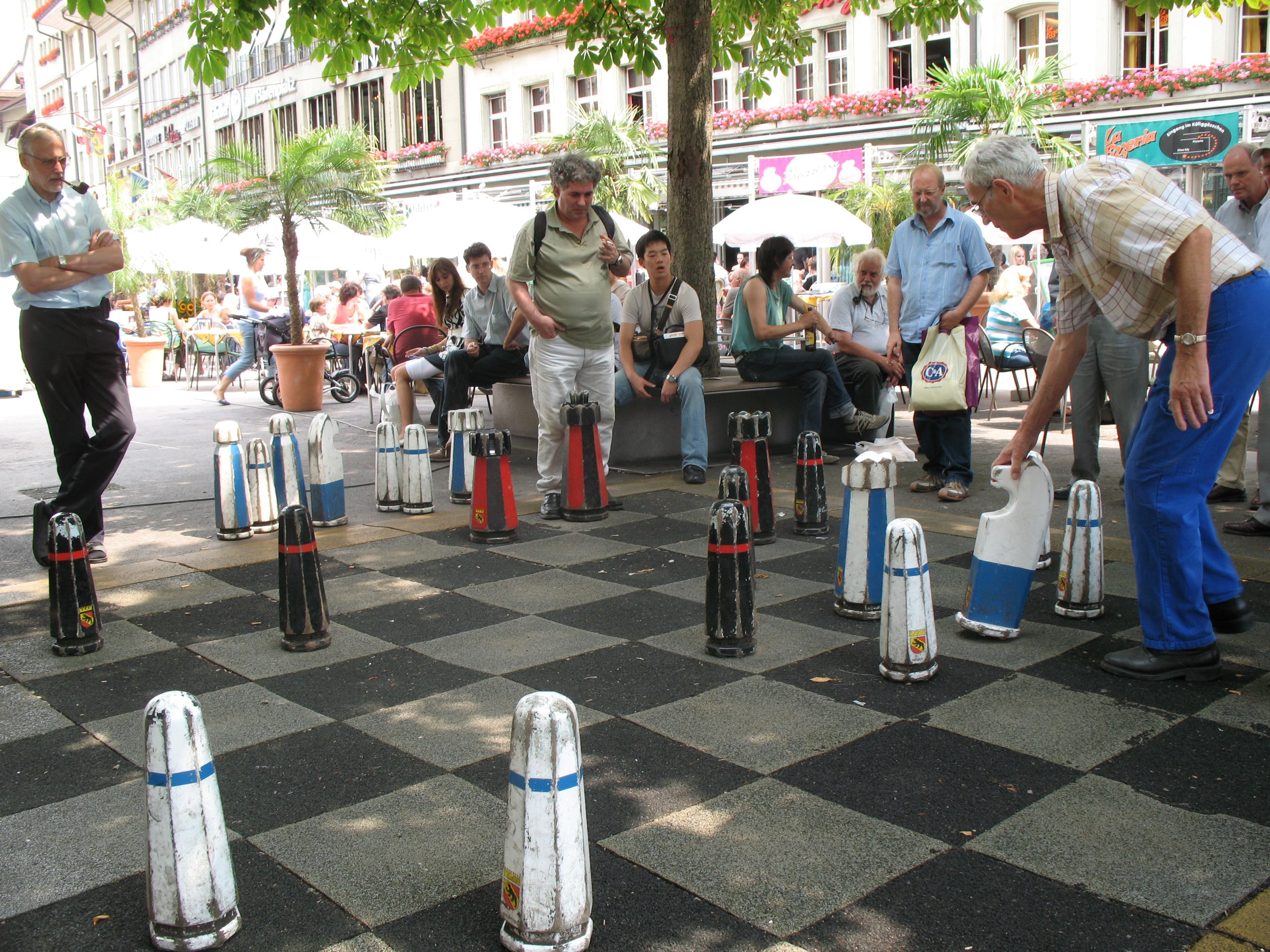

في نظرية الألعاب، والنظرية الاقتصادية، يصف المجموع الصفري الحالة التي يكون فيها ربح أو خسارة مشارك ما مساويا بالضبط إلى مجموع الخسائر أو المكاسب للمشاركين الآخرين. إذا كانت المكاسب الإجمالية للمشاركين يتم إضافتها، والخسائر يتم طرحها، فإن المجموع سينتهي إلى نقطة الصفر. من الممكن التفكير بالمجموع الصفري بشكل أعم على أنه مجموع ثابت حيث أن مجموع الفوائد والخسائر لجميع اللاعبين هي نفس القيمة من المال (أو الفائدة). مثال على ذلك السرقة فهي تتيح للسارق مثلا أن يربح شيئا ولكن ما ربحه هو بالضبط ما خسره الآخر. بينما المعادلة غير الصفرية تتيح للطرفين، أو للأطراف، الربح. فالشخص مثلا لا يشتري شيئا لا يظن أنه يعادل قيمة المبلغ الذي يدفعه لأجله وكذلك البائع لا يبيع شيئا دون أن يعتقد أن المال الذي يحصل عليه هو أفضل من البضاعة التي يبيعها.